# Amazon (Marvel Comics)
Az Amazon, valódi nevén Jennifer Walters egy szuperhős a Marvel Comics képregényeiben. A szereplőt Stan Lee és John Buscema alkotta meg. Első megjelenése a Savage She-Hulk első számában volt 1980 februárjában.
Jennifer Walters Bruce Banner, a Hulk unokahúga aki egy lövöldözés során súlyosan megsérült. Hogy életét megmentsék vérátömlesztésre volt szükség és az egyetlen alkalmas donor Banner volt. A vérátömlesztés után Jennifer hasonló képességekre tett szert mint Banner, bár ereje messze alulmaradt a Hulkétól Ezzel szemben viszont az átalakulás megőrizte emberi tudatát. Amazon néven tagja lett a Bosszú Angyalainak, a Fantasztikus Négyesnek, a Bérhősöknek és a S.H.I.E.L.D. is. Szuperhősnői pályafutása mellett Jennifer sikeres védőügyvédként dolgozik.
Az Amazon egyike azon képregényhősöknek akik már számos alkalommal áttörték az olvasó és a kitalált szereplők közötti negyedik falat.

## Története
Jennifer Walters, Morris Walters Los Angeles-beli seriff, és Elanie Walters lánya. Első unokatestvére Robert Bruce Banner atomtudósnak, akit a gammasugárzás a szörnyűséges Hulkká változtatott.
Jennifer Los Angelesben született, de a nyári vakációt általában anyja rokonainál, Banneréknél töltötte Ohio államban, Daytonban. Az 5 év különbség ellenére, Jennifer és Bruce olyan közeli viszonyba kerültek egymással, mint a testvérek, bár miután Bruce megkezdte egyetemi tanulmányait Új-Mexikóban, egyre kevesebbet látták egymást.
A középiskola befejezése után Jennifer Walters a Kaliforniai Egyetem jogi karára jelentkezett, míg Bruce az orvosi egyetemet választotta. Bár elvétve érintkeztek, mégis elvesztették egymás nyomát, mikor másodév végén Bruce otthagyta az orvosi egyetemet, és atomfizikával kezdett foglalkozni. Mikor a hadsereg megbízásából Banner a szupertitkos gammabomba kifejlesztésén kezdett dolgozni, állambiztonsági érdekből megszakított minden kapcsolatot a családjával.
Miután kitüntetéssel elvégezte a jogi egyetemet, Jennifer nagy sikerrel kecsegtető ügyvédi praxist alakított ki Los Angelesben.
Egy napon, már jóval azután, hogy először változott Hulkká, Bruce meglátogatta Jennifert, hogy felújítsa a kapcsolatot gyermekkori barátjával és megossza vele azt a lelki terhet, amit kettős személyisége okozott neki az évek során. Abban az időben Walters egy Lou Mokton nevű bűnözőt védett, akit egy Nicholas Trask nevű gengszter halálosan megfenyegetett, mert Mokton megölte Trask testőrét. Mialatt Walters Bruce Bannerrel Los Angeles-i otthona felé tartott, Trask egyik embere megpróbálta meggyilkolni. Jennifer súlyosan megsebesült. Hogy megakadályozza unokahúga elvérzését, Banner vértranszfúziót hajtott végre, mivel tudta, hogy Jennifer vércsoportja megegyezik az övével.
Abban a pillanatban, amikor nyilvánvalóvá vált, hogy Walters túléli a támadást, Banner az izgalmak hatására Hulkká változott.
A gammasugárzással megfertőzött vér hatása akkor jelentkezett Jennifernél, mikor Trask emberei orvosnak álcázva magukat behatoltak a kórterembe, ahol Jennifer feküdt. Amikor felismerte látogatóit, hirtelen fellángoló haragja hatására Walters több mint két méter magas, emberfeletti erejű, zöld lénnyé változott, Hulk női megfelelőjévé, aki később Amazon néven lett ismert.
Ebben a formájában természetesen könnyedén bosszút állt a bűnbandán és rádöbbent, hogy az Amazon-létet sokkal jobban kedveli, mint "normális" életét. Logikusan végiggondolva arra a következtetésre jutott, hogy a gamma-sugárzás hatására bekövetkező mutáció hasonló természetű, mint Hulk esetében, vagyis stressz esetén felszabadítja a személyiség ösztönösen agresszív oldalát. Így Bruce Banner visszafojtott dühe is akkor tört elő, mikor Hulkká változott.
Jennifer sokkal oldottabbnak érezte magát Amazonként, így aztán mikor felkérték, hogy csatlakozzék a Bosszú Angyalaihoz, vonakodva ugyan de beleegyezett.
Ettől kezdve ritkán változott vissza Amazonból Jennifer Walters-szé. Amikor a Lény elhagyta a Fantasztikus Négyest, az Amazont jelölte ki helyettesének, az Angyaloknál pedig tartalékos állományba került.
Az Amazont egyik bevetése során erős radioaktív sugárzás érte, miközben hatástalanított egy, már-már felrobbanó atommáglyát. A sugárzás nyomán bekövetkező mutagenetikus hatás feltehetően örökre megfosztotta Amazont ama képességétől, hogy tetszése szerint változtassa alakját Jennifer Waltersből Amazonná és viszont. Mivel eddig is az utóbbi alakját kedvelte jobban, Jennifert nem viselte meg túlságosan az eset.

## Különleges képességei
Az Amazon elképesztő testi erővel, izomzattal és ellenállóképességgel rendelkezik, amelyre akkor tett szert, amikor Banner Hulk gammasugárzással fertőzött vérét ömlesztette át, hogy megmentse unokahúga életét.
Mivel Jennifer Walters, és unokatestvére, Bruce Banner genetikai hasonlósága következtében közvetlen gammasugárzás nélkül is Hulkhoz hasonló lénnyé alakult át (az intenzív sugárzás a legtöbb embert elpusztítaná, vagy súlyosan ártalmas mutációkat idézne elő szervezetükben).
Amivel Amazon esetében a gammasugárzás-hatás közvetett volt, testi ereje közel sem akkora, mint Hulkké.
Eredetileg Jennifer két alakja váltogatta egymást. Akárcsak Hulk esetében, az epenefrin (adrenalin) szintjének erős stressz hatására történő megemelkedése kemofiziológiai változást idézett elő Amazon szervezetében, amelynek következtében csontjai, csontveleje és testszövetei valamilyen ismeretlen módon mintegy 220 kilogrammal lettek nehezebbek. Az átváltozás időtartama tizenöt másodperc és három perc között ingadozott, amit az adrenalinszint megemelkedésének intenzitása határozott meg. A folyamat lezajlása után az adrenalin visszaesett normál mennyiségűre. Amazon sokkal könnyebben irányította átváltozását, mint Hulk, azonban az időközben elszenvedett sugárdózis hatására ezt a képességét teljesen elvesztette.
Hulkkal szemben Amazon másik formájában is megtartja eredeti intelligenciáját és személyiségét. Ez megóvja környezetét azoktól az önkívületi őrjöngésrohamoktól, amelyek oly veszélyesek a Hulk esetében